# 特内勒
特内勒（法語：Thenelles，法語發音：[tənɛl]）是法国上法蘭西大區埃纳省的一个市镇，属于圣康坦区。

## 地理
特内勒（49°49'53"N, 3°28'5"E）面积6.99 平方千米，位于法国上法蘭西大區埃纳省，该省份为法国北部内陆省份，北起北部省，西接索姆省和瓦兹省，东临阿登省和马恩省，西南至塞纳-马恩省，东北部与比利时接壤。
与特内勒接壤的市镇（或旧市镇、城区）包括：讷维莱特、奥里尼-圣伯努瓦特、勒尼、里布蒙、锡西。

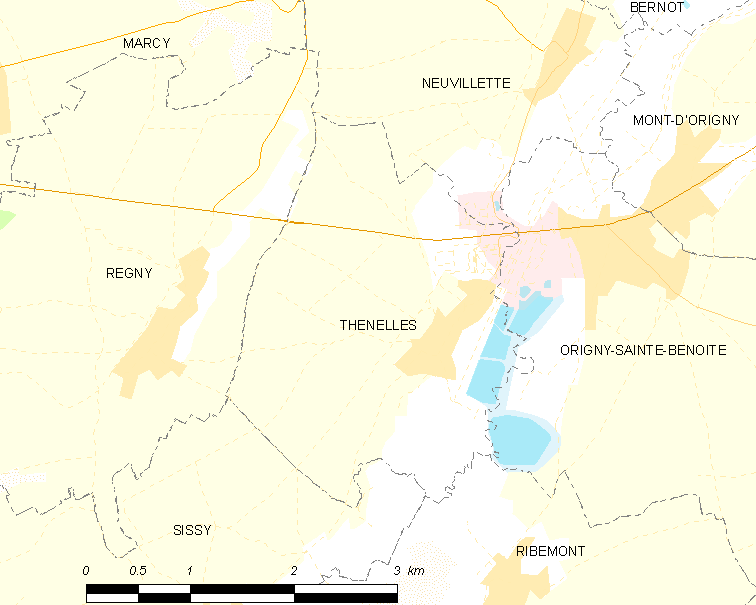
特内勒的OSM定位图

特内勒的时区为UTC+01:00、UTC+02:00（夏令时）。

## 行政
特内勒的邮政编码为02390，INSEE市镇编码为02741。

## 政治
特内勒所属的省级选区为里布蒙县。

## 人口

1962-2008年间特内勒人口变化图示

特内勒于2022年1月1日时的人口数量为542人。